# Jan Radziwonowicz Kierdej
Jan Radziwonowicz Kierdej herbu Bełty (zm. przed 17 marca 1641 roku) – sędzia ziemski oszmiański w latach 1639–1641, podsędek oszmiański w latach 1637–1639, koniuszy wileński w latach 1630–1641, pisarz ziemski oszmiański w latach 1624–1635, wojski oszmiański w latach 1618–1624, sędzia grodzki oszmiański w latach 1618-1624.
Poseł na sejm nadzwyczajny 1626 roku z nieznanego sejmiku litewskiego, poseł na sejm nadzwyczajny 1629 roku, poseł na sejm 1631 roku.